# Greg Poehler
Gregory Milmore "Greg" Poehler, född 11 oktober 1974 i Newton i Massachusetts, är en amerikansk skådespelare, komiker, manusförfattare och regissör.
Greg Poehler flyttade från USA till Sverige år 2006 tillsammans med sin svenska flickvän.
Poehler gjorde sin debut som skådespelare, regissör och manusförfattare till den svensk-amerikanska serien Welcome to Sweden, vars första säsong började sändas på TV4 i mars 2014. Serien sändes även på NBC i amerikansk TV från juli 2014. Serien är löst baserad på hans egna upplevelser när han flyttade till Sverige och lärde känna sin flickväns familj. Han är yngre bror till komikern och skådespelerskan Amy Poehler som även är producent till serien. Greg Poehler arbetade tidigare som advokat och är idag bosatt i Stocksund i Danderyds kommun.

## TV serie/film
- 2014–2015 – Welcome to Sweden
- 2016–2020 – You Me Her[10]